# What Shall We Do With The Drunken Sailor
What shall we do with the drunken sailor (Nederlands: Wat zullen we doen met de dronken zeeman), vaak kortweg Drunken Sailor genoemd, is een Engelstalig shantylied. Het is waarschijnlijk een van de bekendste deuntjes in een dorische toonladder. Het lied wordt tijdens mooi weer traditiegetrouw gezongen op zeilschepen.

## Geschiedenis
Het lied dateert vermoedelijk uit het begin van de 19e eeuw en de melodie is ontleend aan het Ierse traditionele lied Óró, sé do bheatha abhaile (Hoera, je bent thuis welkom). Het refrein uit 1839 wordt toegeschreven aan een walvisvaarder uit New London in de Amerikaanse staat Connecticut.

## Covers
Het lied is sinds de eerste publicatie gecoverd door verscheidene bands en artiesten. Zo bracht Ferre Grignard in 1966 het nummer Drunken Sailor uit en in 2012 bracht de Ierse folkband The Irish Rovers het nummer uit. Ook folkpunkband Paddy and the Rats coverde het nummer, te weten in 2015. Leo Moracchioli bracht in 2023 een metalcover, afgewisseld met banjo, uit.
Het refrein van de in 2021 uitgebrachte single Early in the Morning van de Nederlandse band Kris Kross Amsterdam is een bewerking van dit lied.